# Pulau Mentaro
Pulau Mentaro is een bestuurslaag in het regentschap Muaro Jambi van de provincie Jambi, Indonesië. Pulau Mentaro telt 1223 inwoners (volkstelling 2010).